# پارا (یکای پول)

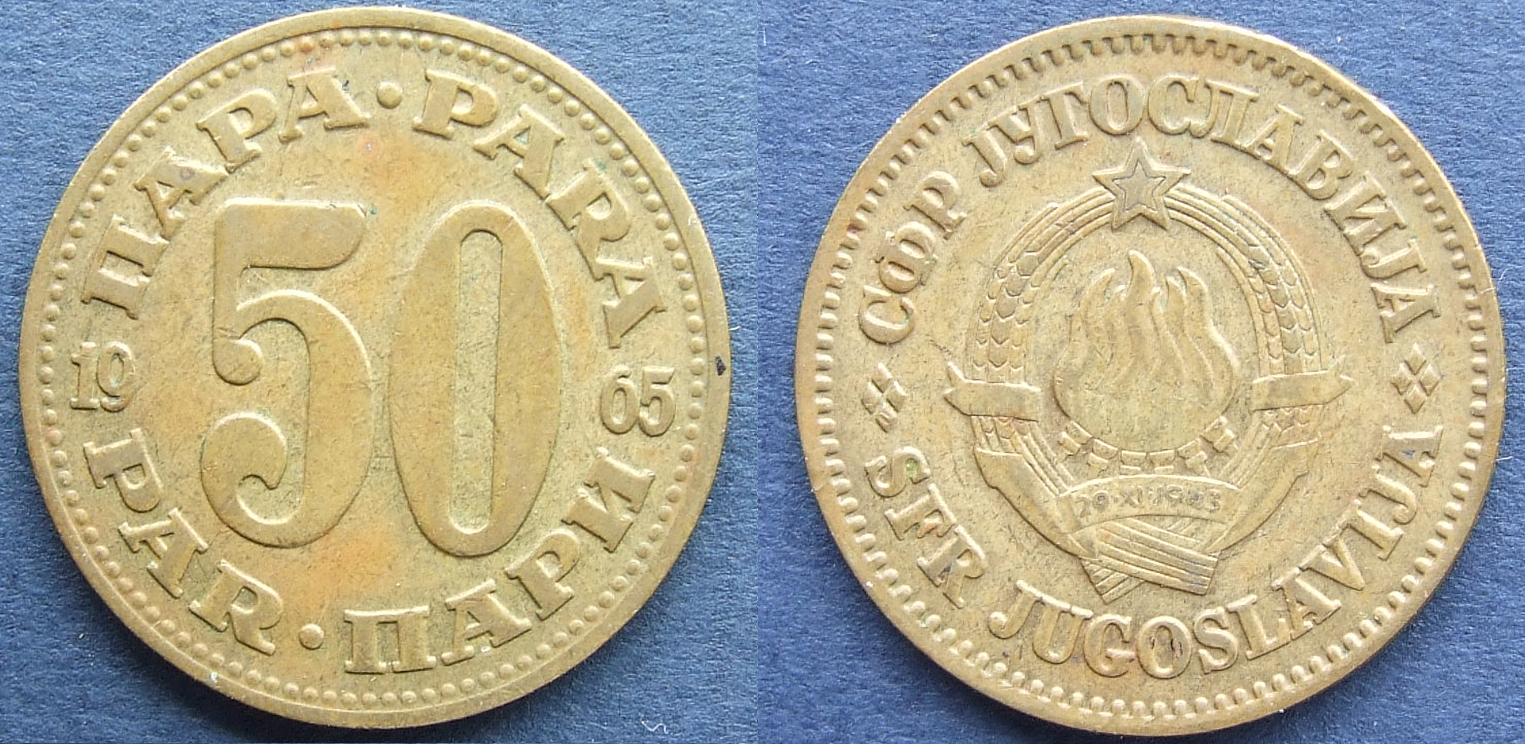
۵۰ پارا در ۱۹۶۵

پارا (به سیریلیک: пара، به ترکی para؛ تلفظ: pārah؛ معنی: قطعه) اصل کلمه فارسی است و  یکای پول سابق امپراتوری عثمانی، ترکیه، مونته‌نگرو، آلبانی و یوگسلاوی بود و یکای خرد فعلی دینار صربستان است.